# Onzekerheidsexceptie
De onzekerheidsexceptie (exceptio timoris) is een onderdeel van het opschortingsrecht.
Het houdt in dat als een partij goede grond heeft te vrezen dat de wederpartij zijn afspraken niet zal nakomen, deze partij dan bevoegd is de nakoming van de verbintenis op te schorten totdat zeker is dat de wederpartij deze wel zal kunnen nakomen. Deze opschortingsbevoegdheid geldt alleen bij wederkerige overeenkomsten (ten aanzien van tegenover elkaar staande, dat wil zeggen nauw op elkaar aansluitende, verbintenissen) (artikel 6:263 BW). 